# 气象机
气象机（英語：Weather Machine）位于美国俄勒冈州波特兰先驱法院广场一角，是光动青铜雕塑，主体是高约九米的柱状机器，属天气信标，可在每天正午显示天气预报。气象机耗资六万美元，由先兆设计集团公司设计并建造，1988年8月24日在广场揭幕，约有两千人出席仪式，并通过《今天》向全美直播，天气预报员威拉德·斯科特解说。
气象机每天的预报约长两分钟，先是开场小号并伴随薄雾和闪光，然后会用三种金属符号中的一种代表接下来24小时的天气：太阳表示阳光明媚、天气晴朗；大蓝鹭代表毛毛雨或过渡天气；龙雾交加代表多雨甚至暴风雨天气。雕塑上有两个青铜风速计，用柱子上的彩色灯光显示温度，不锈钢球体下方的灯光还能反映空气质量指数。气象机展示的信息以先驱法院广场工作人员从美国国家气象局和俄勒冈州环境质量部所获信息为依据，数十年来已是波特兰的重要旅游景点，媒体报导称赞它既“不同寻常”又“好玩”，“独特”的同时也“滑稽可笑”，还有报导觉得整个雕塑仿佛巨大的权杖。

## 历史和功能
气象机是先兆设计集团公司设计并建造的天气信标，属光动青铜雕塑。1984年，波特兰先驱法院广场（Pioneer Courthouse Square）气象机设计项目面向国际社会公开招标，最终迪克·庞兹（Dick Ponzi）在四十组竞争对手中脱颖而出。与他共同完成设计和建造工作的还有杰尔·格林（Jere Grimm）、雷·格林（Ray Grimm）和罗杰·帕特里克·谢泼德（Roger Patrick Sheppard）。雕塑是四人“团队协作”的结晶，但谢泼德认为庞兹是主导项目的“大师”。庞兹负责工程和液压设计，机器在他位于比佛顿市附近的葡萄园组装。雕塑设计灵感源自童年时患有骨髓炎的波特兰本土作家特伦斯·奥唐奈（Terence O'Donnell）和他那“搞笑的爱尔兰吉格舞”。气象机耗资六万美元，计划和建造共持续五年时间，于1988年8月在广场落户。8月24日的揭幕仪式通过《今天》向全美直播，天气预报员威拉德·斯科特（Willard Scott）解说，清晨四点就有两千人来到现场参加仪式。建造资金由皮特·马克（Pete Mark）、玛丽·马克（Mary Mark）、基金会、艾丽斯··希瑟姆（Alyce R. Cheatham）、亚历山德拉·麦科尔（Alexandra MacColl）、·金巴克·麦科尔（E. Kimbark MacColl）、梅尔和弗兰克（Meier & Frank）、俄勒冈州环境质量部、戴维·普格（David Pugh）和标准保险公司赞助。气象机的柱子在揭幕数周后新增牌匾，上有捐助人信息。

雕塑上有两个青铜风速计，图上显示的金属符号是代表毛毛雨或过渡天气的大蓝鹭

每天正午，气象机播放两分钟天气预报，首先是开场小号，演奏阿隆·科普兰的《平凡人的号角》，同时产生薄雾和闪烁的灯光。接下来柱子最上面会显示三种金属符号中的一种：金色太阳（“赫利俄斯”）代表阳光明媚、天气晴朗；大蓝鹭（波特兰市鸟）代表毛毛雨和过渡天气；薄雾和“张开大嘴的凶猛”龙族表示多雨甚至暴风雨天气。金属符号每天同一时间变化，代表接下来24小时的天气。“闪闪发光”的“赫利俄斯”由杰尔·格林设计，1989年她丈夫举办的展览上有一口锅采用同样设计。波特兰市区受噪音管制，但气象机得到政府豁免，所以能在中午播放小号乐曲。雷·格林制作大蓝鹭符号并绘出龙的图纸，再与其他人一起完成。据1988年《俄勒冈人报》（The Oregonian）报导，先驱法院广场工作人员每天上午十点30分联系美国国家气象局询问天气，再把信息输入附近某扇门后的电脑。
气象机高度在7.6至10.1米之间，包括两个朝反方向转动的青铜风速计。机器内部有温度计，测得的气温由柱体表面的垂直彩色灯光显示，但最低只能到零下7°C，蓝色灯光表示低于冰点，白色代表高于冰点，并且每高十华氏度会亮一盏红灯。不锈钢球体下方的灯光代表空气质量，据《俄勒冈人报》1988年报导，绿色代表良好，琥珀色表示“半烟雾”，红灯说明空气质量差。广场工作人员每天向州环境质量部咨询后把空气质量信息输入电脑。
8月24日的揭幕仪式共有两次，除凌晨向全国电视直播的第一次外，这天正午还有一次公开揭幕，市长巴德·克拉克（Bud Clark）及其他多位市政官员出席。当天气象机显示太阳符号和绿色空气质量灯，气温28°C。开场小号乐曲的正式名称为《四支小号演奏气象机开场小号》，接下来是爵士歌手雪莉·南妮特（Shirley Nanette）带领群众表演《你是我的阳光》（You Are My Sunshine）。波特兰此后几天天气都很好，以致游客没有机会长时间看到全部三种天气符号（每天正午的两分钟预报期间，三种符号都会短暂走一次过场，之后再固定显示一种）。广场执行董事为此打算调整机器时间表，让公众有机会看到全部三种符号。雕塑落成后最初几年工作稳定，但1995年冬首次因机械功能失常导致预报时间变更，而且温度计也无法正常运转。2012年，机器因故障停止运作约一周。

## 反响

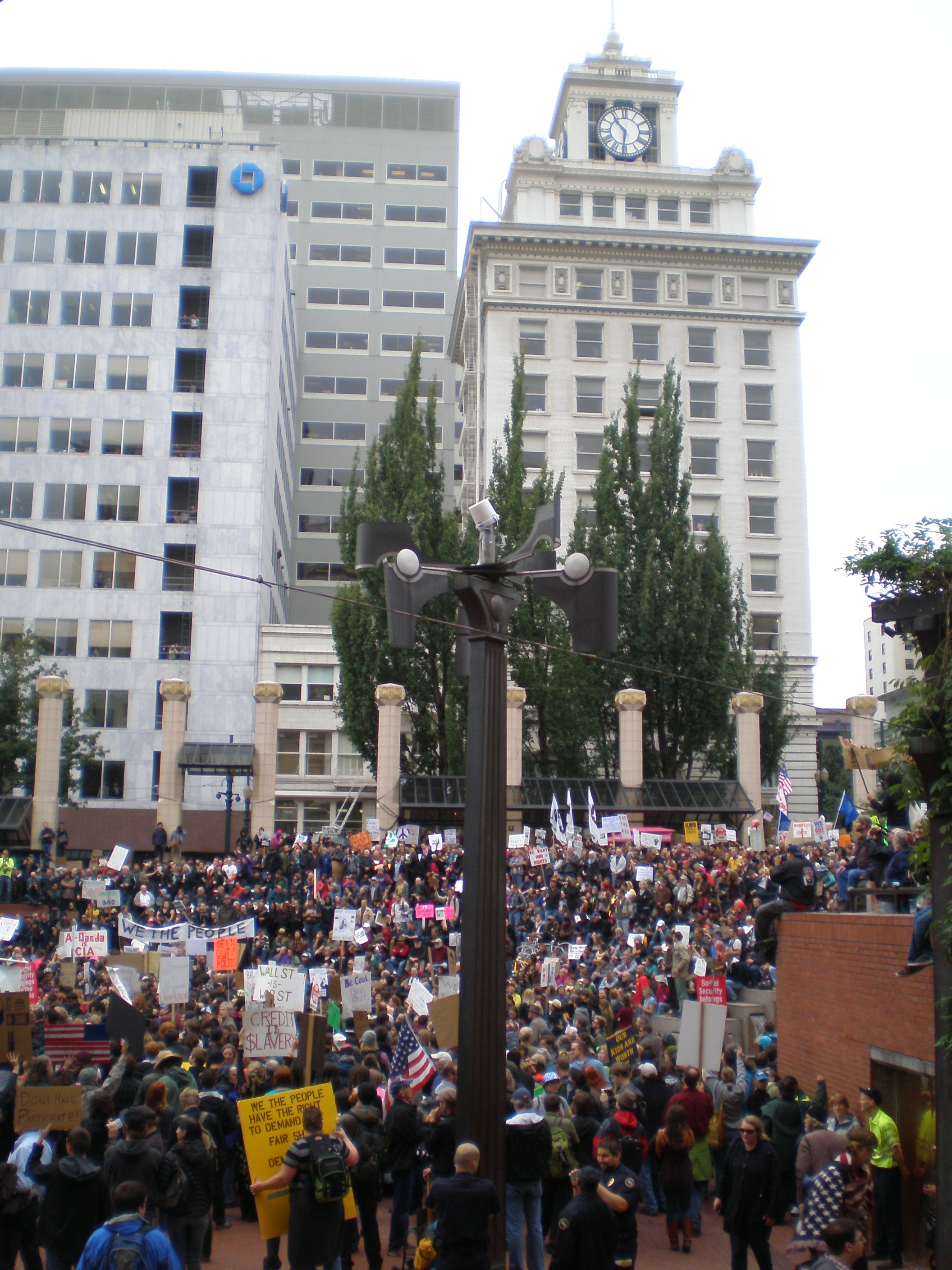
2011年占领波特兰抗议活动期间从北面拍下的气象机照片

《俄勒冈人报》在气象机落成后发文称：“即便明知广场工作人员每天都要打电话给气象局和环境质量部，再按几个按钮确保机器正常工作，但这丝毫不会影响它的魅力……这是波特兰与其他任何城市相比都独一无二的景点，我们都会喜欢它”。此后几周内，每天估计有三百至四百人前来广场见证两分钟的天气预报。
庞兹认为气象机“轻松……活泼，与众不同而有趣”。雕塑灵感源头奥唐奈称赞机器堪称“温和的奇观”，仿佛动画片中古怪的小装置，“利用钟鸣、哨声及其他机械达成的奇迹告诉大家，倾盆大雨之后还会下雨，或是自豪地宣布今天阳光明媚”。但据《俄勒冈人报》1994年报导，奥唐奈曾批评气象机是“奇迹和尴尬的混合体”，“根本就不引人注目”。该报的薇薇安·麦金妮（Vivian McInerny）指出：实用主义者可能会感到奇怪，为什么明明只要向窗外瞟一眼就能清楚的事情却要在广场上安装如此愚蠢的气象仪……可能正是这些实用主义者在维持世界正常运转。但是，那些不那么实际的人，那些像奥唐纳一样的梦想家，却能让这个世界值得一看。
1995年，乔纳森·尼古拉斯（Jonathan Nicholas）在《俄勒冈人报》发文称：至今也没有人能百分百确定每天中午音乐响起后气象机会如何预报，就像身穿蓝色牛仔裤的州长，谁也不知道他接下来想干嘛，我们都搞不清楚，干嘛就干嘛呗。该报的格兰特·巴特勒（Grant Butler）指出，人们有三种方法可以肯定波特兰正是正午时分，其中一种就是气象机的开场小号。
气象机是波特兰的重要旅游景点，也是该市游客指南的推荐去处和徒步旅行景点。旅行作家建议人们带着孩子前来参观，享受“完美的家庭假日”。报导认为气象机如同巨大的权杖，看上去既“不同寻常”又“古怪”，既“好玩”又“独特”，“怪诞”、“滑稽可笑”的同时可谓“异想天开”，不愧是“巫术的结晶”。